# Aretiastrum aretioides
Aretiastrum aretioides là một loài thực vật có hoa trong họ Kim ngân. Loài này được (Kunth) Graebn. mô tả khoa học đầu tiên năm 1906.